# Liqui Moly Open Karlsruhe 2019
Il Liqui Moly Open Karlsruhe 2019 è stato un torneo di tennis femminile giocato sui campi in terra rossa all'aperto. È stata la 1ª edizione del torneo, che fa parte del WTA Challenger Tour 2019. Il torneo si è giocato al TC Rüppurr di Karlsruhe in Germania dal 29 luglio al 4 agosto 2019.

## Partecipanti

### Teste di serie
| Nazionalità | Giocatrice          | Ranking* | Testa di serie |
| ----------- | ------------------- | -------- | -------------- |
| Slovenia    | Tamara Zidanšek     | 55       | 1              |
| Belgio      | Alison Van Uytvanck | 65       | 2              |
| Germania    | Tatjana Maria       | 70       | 3              |
| Germania    | Laura Siegemund     | 71       | 4              |
| Australia   | Daria Gavrilova     | 85       | 5              |
| Romania     | Irina-Camelia Begu  | 98       | 6              |
| Svizzera    | Stefanie Vögele     | 112      | 7              |
| Rep. Ceca   | Barbora Krejčíková  | 115      | 8              |

* Ranking al 22 luglio 2019.

### Altre partecipanti
Le seguenti giocatrici hanno ricevuto una wild card per il tabellone principale:
- Anna-Lena Friedsam
- Katharina Hobgarski
- Sabine Lisicki
- Jule Niemeier

Le seguenti giocatrici sono passate dalle qualificazioni:
- Laura Ioana Paar
- Renata Voráčová
- Stephanie Wagner
- Yuan Yue

La seguente giocatrice è entrata in tabellone come lucky loser:
- Liana Cammilleri

## Punti e montepremi
| Torneo              | Torneo              | V      | F      | SF    | QF    | 2T    | 1T    | Q | Q2 | Q1  |
| Singolare femminile | Punti               | 160    | 95     | 57    | 29    | 15    | 1     | 6 | 0  | 1   |
| Singolare femminile | Premi in denaro ($) | 20,000 | 11,000 | 6,000 | 4,000 | 2,250 | 1,100 | 0 | 0  | 700 |
| Doppio femminile    | Punti               | 160    | 95     | 57    | 1     | –     | 0     | – | –  | –   |
| Doppio femminile    | Premi in denaro ($) | 6,000  | 3,800  | 1,900 | 1,000 | –     | 0     | – | –  | –   |

## Campionesse

### Singolare
Patricia Maria Tig ha sconfitto in finale  Alison Van Uytvanck col punteggio di 3–6, 6–1, 6–2.

### Doppio
Lara Arruabarrena /  Renata Voráčová hanno sconfitto in finale  Han Xinyun /  Yuan Yue col punteggio di 6(2)–7, 6–4, [10–4].